# Corea de Sydenham
La corea de Sydenham, també coneguda amb els noms de ball de sant Vito, mal de sant Vito, corea menor, corea gesticuladora, corea juvenil i corea reumàtica és una trastorn caracteritzat per moviments espasmòdics descoordinats ràpids que afecten principalment la cara, mans i peus. El nom de ball de Sant Vito és referit tant a aquesta corea com a la corea de Huntington. Aquest trastorn resulta de la infecció durant la infantesa per un Grup A beta-hemolític de Streptococcus i ocorre en un 20–30% dels pacients amb febre reumàtica aguda (ARF). Aquesta malaltia normalment és latent i ocorre després de 6 mesos de la infecció aguda. En els adults és comparativament rara i en els adults és conseqüència de l'exacerbació de la malaltia de corea a continuació de la corea de Sydenham infantil.

## Presentació
La corea de Sydenham es caracteritza per l'aparició brusca (de vegades en poques hores) de símptomes neurològics, clàssicament corea (malaltia), que sol afectar les quatre extremitats. Altres símptomes neurològics inclouen el canvi de comportament, disàrtria, trastorns de la marxa, pèrdua del control de la motricitat fina i gruixuda amb el deteriorament resultant de l'escriptura, cefalea, la cognició, ganyotes facials, intranquil·litat i hipotonia. A més, pot haver fasciculaciones de la llengua
Les manifestacions no neurològiques de la febre reumàtica aguda són carditis, artritis, eritema marginat i nòduls subcutanis.
Els moviments cessen durant el son, i la malaltia en general es resol després de diversos mesos. A diferència de la malaltia de Huntington, que és generalment d'aparició en l'adult i l'associen amb un incessant trastorn del moviment i la demència, la neuroimatge en la corea de Sydenham és normal i altres membres de la família no es veuen afectades. Altres trastorns que poden estar acompanyats de la corea inclouen abetalipoproteinèmia, atàxia-telangiectàsia, la malaltia de Fahr, acidúria glutàrica, la malaltia de Wilson, la síndrome de Lesch-Nyhan, hipertiroïdisme, lupus eritematós, l'embaràs (Corea gravídica), i certs agents anticonvulsius o psicotròpics.

## Història
La corea de Sydenham va esdevenir una entitat ben definida nosològicament només durant la segona meitat del segle xx.
Al llarg del segle xix el terme corea es referia a un espectre definit per malaltia de la hiperquinèsia, incloent els actualments reconeguts de corea, tics, distònia, o mioclònia. L'associació de la corea amb el reumatisme es va fer per primera vegada l'any 1802. La prevalència de la febre reumàtica aguda i la Corea de Sydenham ha declinat progressivament en els països desenvolupats en les darreres dècades.

## Tractament
Es basa en primer lloc en eliminar els streptococcus mitjançant penicil·lina durant 10 dies. Després es tracten els trastorns del moviment i el fàrmac Haloperidol sovint es fa servir pel seu efecte anti-dopaminèrgic. Les intervencions immunomodulatòries inclouen els esteroides, immunoglobulines intravenoses i intercanvi de plasma.

## Etimologia
Rep el nom del metge britànic Thomas Sydenham (1624–1689). L'epònim alternatiu, "Ball de Sant Vito", fa referència a Sant Vito, un màrtir cristià que morí l'any 303. Sant Vito és considerat el patró dels que ballen fent al·lusió als moviments espasmòdics d'aquesta malaltia.